# Agora Santa Inês
O Agora Santa Inês é um jornal brasileiro que é editado na cidade de Santa Inês, interior do Estado do Maranhão (daí o nome do jornal). Pertence ao Sistema Agora de Comunicação. O jornal só surgiu em 2001, e circula em mais de 21 municípios vizinhos e na capital.

## Colunas
- Brasil
- Geral
- Mundo
- Coluna do Silveira
- Refletindo através das letras
- Caminho da reflexão
- Dicas do coração
- Humor
- Opinião
- Regional
- Cantinho do idoso
- Editorial
- Língua Afiada
- Cidade
- Estado de Alerta
- Mulher e Cia
- Coluna do Bruno Oliveira
- e outros

O Sistema Agora de Comunicações também é dona do Agora Maranhão, um site de noticias dos 217 municípios no estado.